# 大稻埕千秋街店屋
25°3′18.33″N 121°30′30.16″E / 25.0550917°N 121.5083778°E
大稻埕千秋街店屋是一處古蹟建築（或說：建築式古蹟），位於台北市大同區貴德街51號、53號，建立於清治、日治交替的年代。2005年3月19日由台北市文化局正式審查通過，列為直轄市定古蹟。

## 台北最早的洋樓街
貴德街在清朝時期分為兩條街，北段的建昌街，南段的千秋街,交界點約為今日南京西路，而古蹟的所在處即是南段的千秋街。
大稻埕鄰近淡水河是1860年代開港的貿易港埠區，並以茶葉出口最為發達，大稻埕附近成為茶葉的加工製造重鎮,而古蹟的千秋街店屋，正是當年的茶葉加工店。
因貿易繁華的大稻埕、千秋街一帶，在歷史發展中創出了多項「第一」事物，例如千秋街是台北最早的洋樓（西式建築）街、台灣第一所的官設新式學校（西式學堂）設在六館街、台灣第一所官設專業技術學校（電報學堂）創立於建昌街等。之後，台灣因甲午戰爭而由日本接管，建昌街、千秋街也因此改名成港町（此名稱有「港口、碼頭市街」的含意）。

## 古蹟建築風格特點
千秋街店屋是一個兩層樓、兩連式的建築，屬於簡約型態的磚造式街屋，二樓部份採高窗設計，外牆位置的清水磚至今仍完好保存，同時仍保留原有的陽台、天井、以及竹節式落水管等，而屋頂方面的格局完整，地基方面刻意加高構築，主要在防止淡水河的淹水問題。透過此建築的保存，能夠令人回想、回味十九世紀末的年華古風。

## 附註說明
1. ↑  創設於1887年（光緒13年）
2. ↑  創設於1888年（光緒14年）